# Coleophora sparsipulvella
Coleophora sparsipulvella é uma espécie de mariposa do gênero Coleophora pertencente à família Coleophoridae.